# Бурхард I (Швабия)
Бурхард I (на немски: Burchard I, * 855 – 860; † 5 или 23 ноември 911 екзекутиран) e херцог на Швабия (909 – 911), маркграф в Реция и граф в Тургау и Баар.

## Биография
Той произлиза от алеманския род Бурхардинги. Син е на Адалберт II Светлейши († 900/906), граф на Тургау, Албгау, Хегау (825 – 905).
През 909 година Бурхард  наследява Руадулф от род Велфи като Dux, маркграф или Comes за граничната територия на регион Реция. Той управлява от 889 г. и графство Бертолдсбаар.
Бурхард е около 900 г. най-могъщият владетел в Швабия. През 904 г. е фогт на манастира в Лорш. През 911 г. Бурхард I се опитва да засили влиянието си. Той е заловен, осъден за държавно предателство и екзекутиран на 23 ноември 911 г. заедно с брат му Адалберт, графът на Тургау. Неговият син Бурхард II и снаха му Регилинда успяват да избягат при роднини в Италия, загубват обаче собствеността в Швабия и Реция.

## Семейство
Бурхард I се жени през 882 г. за Луитгарда Саксонска‎ († 885), дъщеря на Лиудолф († 866), херцог на Саксония, от династията Лиудолфинги и Ода († 913) от род Билунги. Тя е вдовица на крал Лудвиг III Младши († 882). Двамата имат две деца:
- Бурхард II (* 883 или 884, † X 28 април 926), херцог на Швабия от 917; женен за Регилинда от Цюрихгау († 958)
- Удалрих от Швабия (* 884 – 885, † 30 септември 885).